# Surfshark
Surfshark es un servicio de red privada virtual (VPN) proporcionado por la empresa Surfshark VPN. También ofrece un sistema de detección de fugas de datos, una herramienta de búsqueda privada, un antivirus y un sistema automatizado de eliminación de datos personales.
En 2021, Surfshark VPN se fusionó con Nord Security, propietaria de la aplicación rival NordVPN, si bien ambas compañías declararon que seguirían operando de manera independiente.
La sede de Surfshark se encuentra en los Países Bajos, con oficinas adicionales en Lituania, Polonia y Alemania.

## Historia
Surfshark comenzó su andadura en 2018 cuando introdujo su primera aplicación VPN para dispositivos iOS. En 2018, las extensiones de navegador de Surfshark se sometieron a una auditoría externa por una empresa alemana de ciberseguridad, Cure53.
En 2019, Surfshark lanzó "Surfshark Alert" y "Surfshark Search" y comenzó sus actividades de investigación, lanzando el primer índice de calidad de vida digital (DQL).
Más tarde, en octubre de 2019, Surfshark se convirtió en uno de los primeros diez servicios de VPN en recibir un sello oficial de aprobación otorgado por un AV-TEST independiente de IT-Security Institute.
En 2020, Surfshark se trasladó a servidores 100% RAM, introdujo WireGuard y se convirtió en miembro fundador de la Iniciativa de Confianza VPN. Más tarde, en 2020, Surfshark fue nombrada la mejor VPN de 2020 por CNN.
En 2021, Surfshark fue nombrado Mejor VPN por los Trusted Reviews Awards.
A mediados de 2021, Surfshark comenzó el proceso de fusión con Nord Security, la empresa matriz del popular NordVPN. La fusión se completó a principios de 2022, aunque ambas compañías siguen operando de forma independiente.
En agosto de 2022, Surfshark se asoció en exclusiva con NetBlocks, un organismo de vigilancia de los derechos digitales, para mejorar la información sobre los cierres de Internet.
Más tarde, en 2022, Surfshark cerró sus servidores físicos en la India en respuesta a la orden de CERT-In obligando a las empresas VPN a almacenar los datos personales de los consumidores durante un período de cinco años. Ese mismo año, Surfshark lanzó Surfshark Nexus, junto con Nord Security obtuvo la categoría de Unicornio, lanzó la GUI de Linux, alcanzó 100 ubicaciones de servidores en países diferentes y fue incluido en la lista de VPN 2022 Best Overall.

## Tecnología
En diciembre de 2019, Surfshark implementó GPS-Spoofing para Android, permitiendo a los usuarios ocultar la geolocalización física de su dispositivo cambiándolo a una de las ubicaciones del servidor. En sus aplicaciones, Surfshark utiliza los protocolos IKEv2 y OpenVPN. Todos los datos transferidos a través de servidores Surfshark se cifran utilizando un estándar de cifrado AES-256-GCM. Ese mismo año, Surfshark lanzó "Surfshark Alert" y "Surfshark Search."
En 2021, Surfshark lanzó "Surfshark Antivirus" y "Incógni." Ese mismo año, Surfshark también lanzó un bloqueador de cookies, un centro de notificaciones en la aplicación, nuevas extensiones de navegador, una aplicación macOS y comenzó a mover sus servidores a 10 Gbps.
En febrero de 2022, Surfshark lanzó la tecnología Nexus.
En mayo de 2022, Surfshark anunció la interfaz gráfica de usuario de Linux, agregó protección en tiempo real a Surfshark Antivirus y agregó una función de pausa a la aplicación VPN.
En agosto de 2022, Surfshark agregó una función de conexión manual WireGuard.

## Características
Surfshark desarrolló aplicaciones con una interfaz gráfica de usuario para iOS, macOS, Android, Windows y Linux. Tienen extensiones de navegador para Chrome, Firefox y Microsoft Edge. Surfshark también proporciona conexiones para routers, consolas y televisores.
Surfshark acepta métodos de pago anónimos, no tiene limitaciones de ancho de banda, utiliza servidores solo con RAM y opera bajo una estricta política de no registro. Surfshark ofrece protocolos de conexión OpenVPN, IKEv2 y WireGuard (para aplicaciones y configuraciones manuales) para conectarse a los servidores VPN de forma segura.
Otras características del servicio VPN de Surfshark incluyen: Kill Switch, Pause VPN, Dynamic MultiHop (VPN doble personalizable), ofuscación, rotador de IP, suplantación de GPS, DNS inteligente y Bypasser (túnel dividido).

## Asociaciones
Surfshark es uno de los miembros fundadores de la VPN Trust Initiative, que se estableció en 2020. En agosto de 2022, Surfshark unió fuerzas con una organización de monitoreo de internet — NetBlocks. La asociación comenzó como una alineación natural de las visiones de las organizaciones y los objetivos comunes — la sensibilización y la obtención de más canales para difundir las noticias de las interrupciones de Internet en todo el mundo. Ese mismo año, Surfshark se unió a The Global Encryption Coalition (GEC) para promover el cifrado fuerte.

## Premios
- Solución VPN del año en los CyberSecurity Breakthrough Awards 2022[26]
- Elección del editor de CNet Oct '22[27]
- Servicio VPN más popular de CanalTech 2022 (Brasil)[28]
- Producto verificado por PCWorld 2022 (Polonia)[29]
- Surfshark Antivirus Certificación del boletín de virus.[30]
- SourceForge Líder de la categoría de otoño 2022[31]
- App imprescindible para trabajar desde casa de TechRadar 2021[32]
- Mejor VPN de Trusted Review 2022[33]
- Premio a la excelencia en ciberseguridad Gold 2021[34]